# 인 함스 웨이
인 함스 웨이(In Harm's Way)는 미국에서 제작된 오토 프레민저 감독의 1965년 드라마, 전쟁 영화이다. 존 웨인 등이 주연으로 출연하였고 오토 프레민저 등이 제작에 참여하였다. 제목은 미국 독립 전쟁 당시 미국 해군 지휘관 존 폴 존스의 말에서 따왔다. "난 위험 속으로(in harm's way) 뛰어들 작정이기에 쾌주하지 않을 배와는 엮이고 싶지 않다." 존 웨인의 마지막 흑백영화다.

## 출연

### 주연
- 존 웨인
- 커크 더글러스

### 조연
- 퍼트리셔 닐
- 톰 트라이언
- 폴러 프렌티스
- 브랜든 더윌더
- 질 하워스
- 데이너 앤드루스
- 버지스 메러디스

## 제작진
- 미술: 라일 R. 휠러
- 배역: 빌 반즈